# 利平豪森巴赫河
52°8′9″N 8°38′42″E / 52.13583°N 8.64500°E
利平豪森巴赫河（德語：Lippinghauser Bach），是德國的河流，位於該國西部，處於北萊茵-威斯特法倫州，屬於迪瑟迪克斯巴赫河的左支流，河道全長3公里，流域面積5.5平方公里。